# Чигір Михайло Миколайович
Михайло Миколайович Чигір (біл. Міхаіл Мікалаевіч Чыгір; нар. 29 травня 1948, с. Вусово Копильський район Мінська область) — білоруський політик, перший президентський прем'єр-міністр Республіки Білорусь із 1994 до 1996 року.

## Освіта
- Білоруський державний інститут народного господарства (1970)
- Спецфакультет міжнародних економічних відносин при Московському фінансовому інституті (1982).

## Кар'єра
З 1970 до 1971 року Чигір працював економістом у Солігорському відділенні Держбанку СРСР, у 1971—1972 роках — начальником кредитного відділення Березинського відділення Держбанку, потім служив в армії.
1983 року родина Чигірів переїхала до Мінська. Тут Михайло Чигір працював управляючим Московським відділенням Держбанку СРСР, потім — управляючим Мінської міської контори Держбанку СРСР, потім став першим заступником голови правління «Агропромбанку». Вінцем кар'єри банкіра він вважає посаду голови правління «Білагропромбанку».
1994 року після перемоги Олександра Лукашенка на виборах, Чигір став першим прем'єр-міністром у президентській республіці. Працював на цій посаді до листопада 1996 року. Напередодні референдуму із галасом вийшов у відставку.
За деякий час виїхав до Москви, де працював управляючим російським представництвом європейського концерну «GEA».
Повернувся до Мінська після того, як тіньовий парламент Верховна Рада, що складався з депутатів, які не увійшли до Палати представників Національних зборів Республіки Білорусь, ініціював альтернативні вибори президента (оголошені за Конституцією Білорусі 1994 на травень 1999 року). Висунув себе кандидатом на цей пост, сподіваючись таким чином повернути країну на демократичний шлях розвитку. 30 березня 1999 року, незадовго до виборів, був заарештований за звинуваченням у зловживанні службовим становищем, перевищенні влади й службових повноважень, халатності (звинувачення стосувалось років його роботи у банківській галузі й на посаді прем'єр-міністра). 30 листопада 1999 року було змінено запобіжний захід на підписку про невиїзд. 19 травня 2000 року Мінський міський суд засудив його до трьох років позбавлення волі з відтермінуванням виконання вироку на два роки (адвокатом Михайла Чигіря була його дружина — Юлія Чигір). Це рішення скасував Верховний суд (5 грудня 2000 року), надіславши матеріали на дослідство. Чигір брав участь у виборах до Палати представників (жовтень 2000), та у своєму окрузі програв Машеровій.
2001 року брав участь у кампанії з виборів президента. Вибув з передвиборчих перегонів після того, як підписи на його підтримку були забраковані.
23 липня 2002 року суд Фрунзенського району Мінська виніс вирок відносно колишнього прем'єр-міністра Михайла Чигіря — три роки позбавлення волі з відтермінуванням виконання вироку на два роки, а також позбавлення на п'ять років права обіймати певні посади, пов'язані з господарсько-розпорядчою діяльністю.
Одружений, двоє дітей.